# Царицино (станція)
Царицино — вузлова залізнична станція Курського напрямку Московської залізниці, у складі лінії МЦД-2. Розташована у Москві. Входить до Московсько-Курського центру організації роботи залізничних станцій ДЦС-1 Московської дирекції управління рухом. За основним характером роботи є проміжною, за обсягом роботи віднесена до 3-го класу.
Від станції відгалужується одноколійна електрифікована Бірюлевська сполучна лінія на станцію Бірюлево-Товарна Павелецького напрямку Московської залізниці. Ця лінія використовується для руху пасажирських поїздів далекого сполучення та вантажних поїздів, приміський рух відсутній.

## Рух по станції
На станції існує пряме безпересадкове сполучення на Смоленський та Ризький напрямки. Пасажирське сполучення здійснюється електропоїздами постійного струму. Безпересадкове сполучення здійснюється у найвіддаленіші пункти призначення:
- На північ:
  - у напрямку від Царицино до станцій: Волоколамськ, Усово, Звенигород, Бородіно.
  - у напрямку до Царицино зі станцій Рум'янцево, Звенигород, Усово.
- На південь у напрямку до/зі станції Тула I-Курська.

Виходи:
- до станції метро «Царицино».
- по пішохідному мосту над коліями до вулиць: Каспійська та Севанська — по одну сторону, — і Прохолодна, Бутовська — по іншу.
- під залізничними мостами: до вулиць Каспійська та Луганська — по одну сторону, — і до музею-заповідника «Царицино» — по іншу.

22 травня 2000 року пасажирська платформа в бік області була обладнана турнікетами. На цій платформі були встановлені єдині турнікети на вихід, де не потрібно прикладати проїзний квиток зі штрих-кодом або транспортну карту для того, щоб вийти в місто (турнікети вільного виходу). З 28 вересня 2011 року після установки нових турнікетів вихід здійснюється лише по квитках.
Для пасажирів використовуються дві бічні платформи. На обох платформах встановлені турнікети для проходу пасажирів (лише на вхід на платформу).
Дві короткі технічні платформи використовуються для відстою поїздів далекого сполучення. Прохід для пасажирів на ці платформи закритий.

## Пересадки
- Станція   «Царицино»
- Автобусні маршрути: № м82, м87, м88, м89, 814, с823, 844, с854, с869, 921, н13

## Галерея

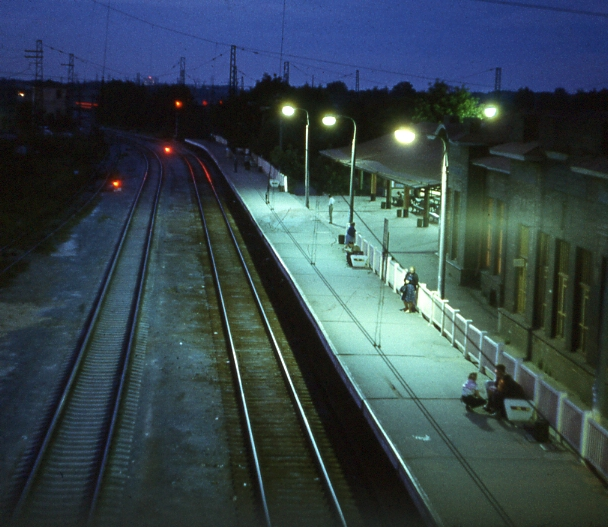
Станція Царицино (1983)
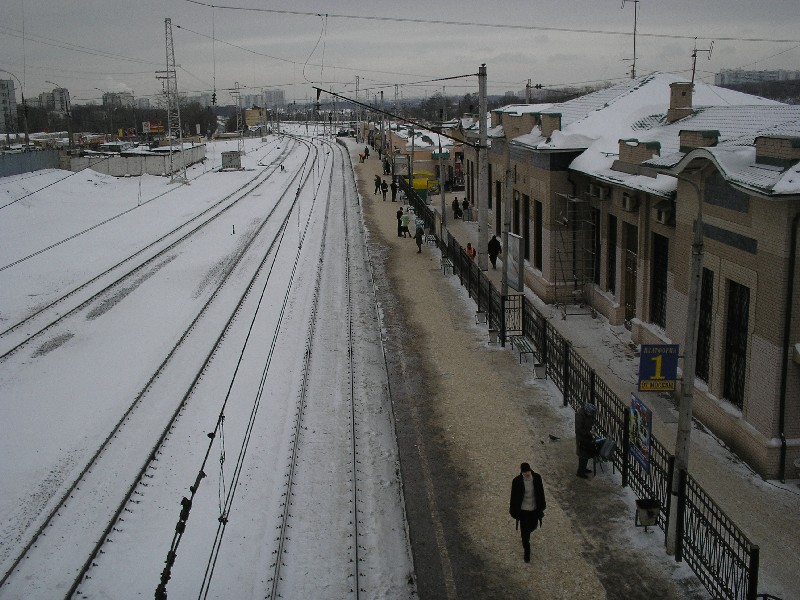
Станція Царицино взимку (2007)
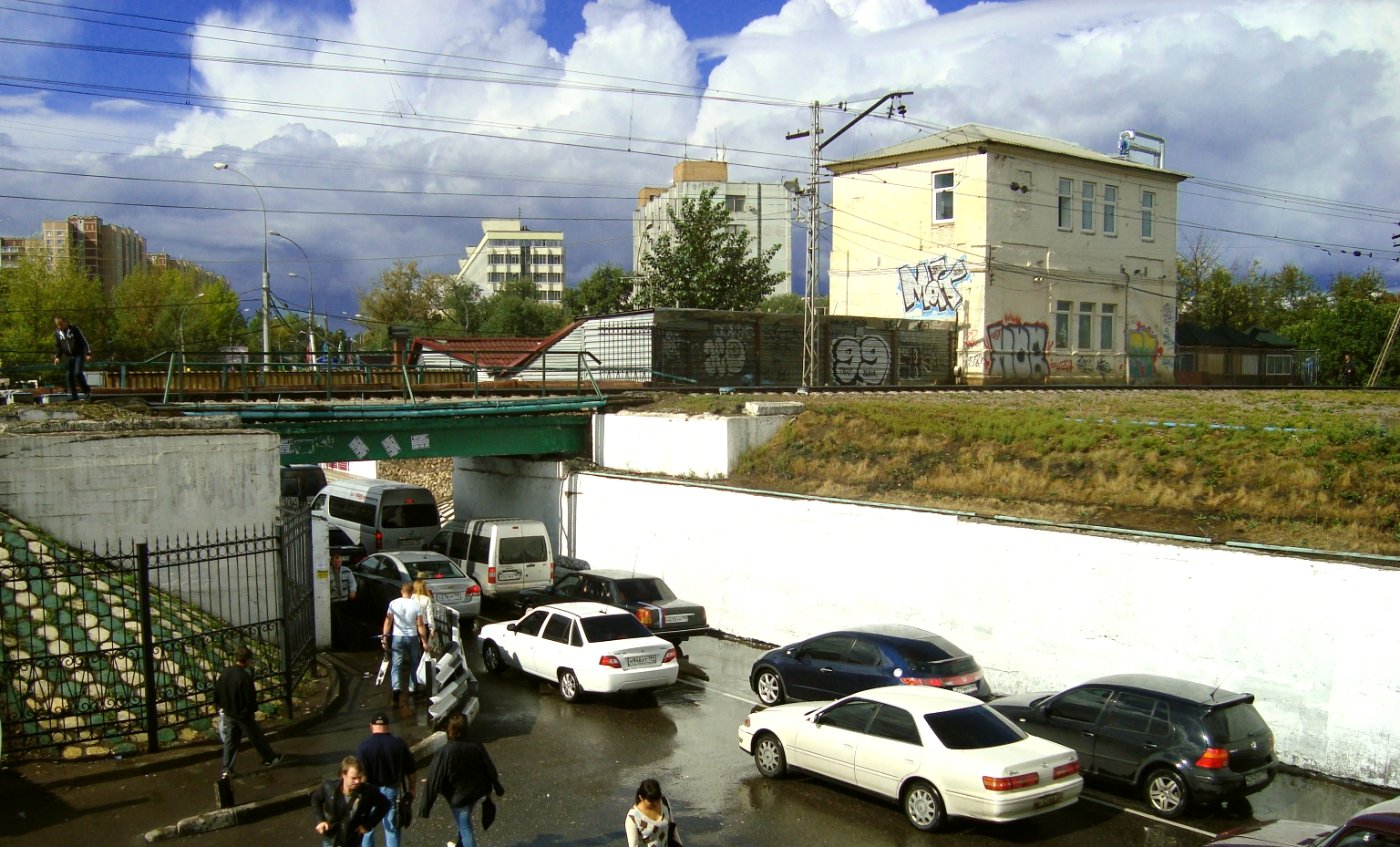
Стара сигнальна вежа біля вхідних стрілок з боку Москви.
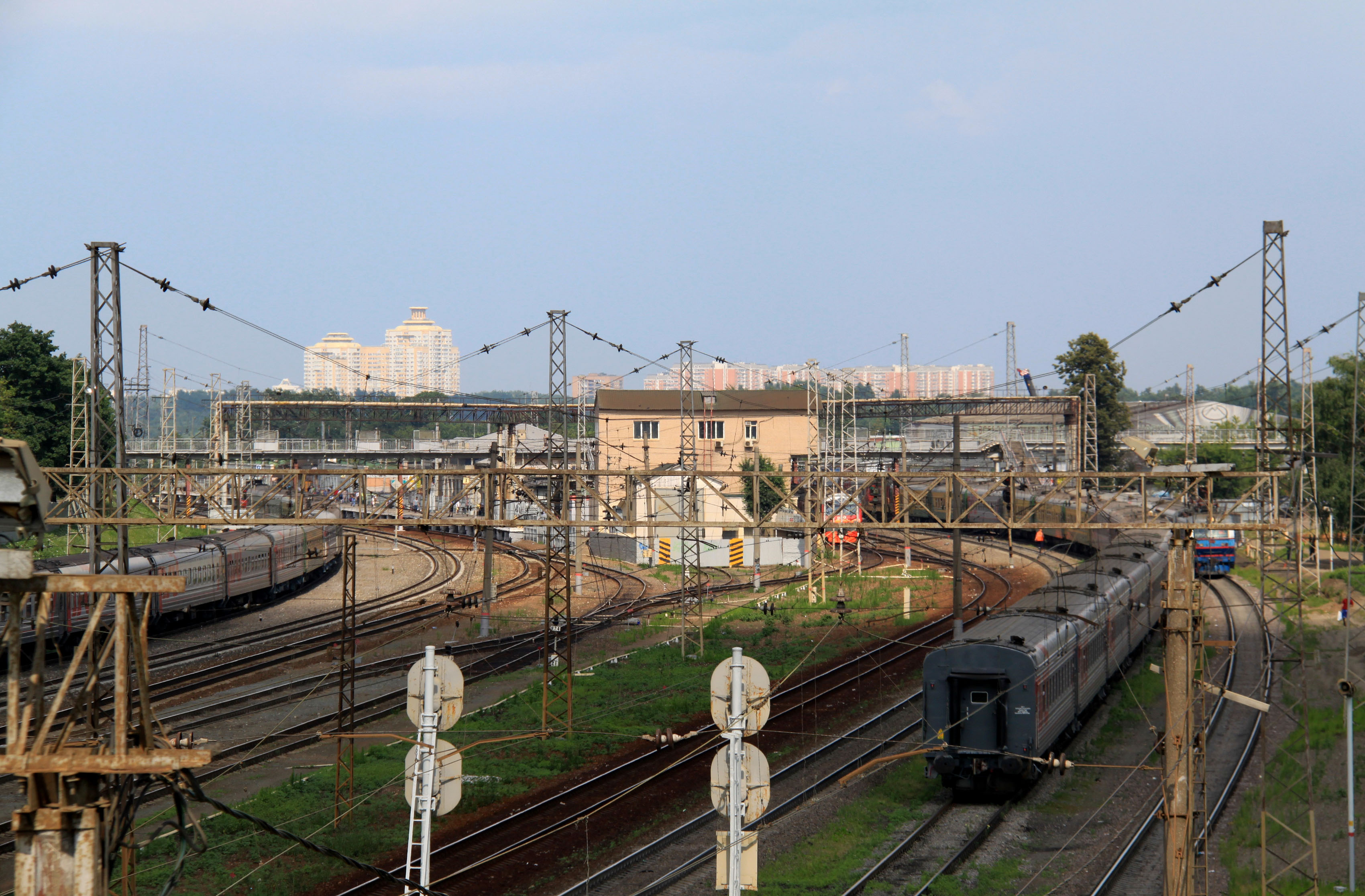
Під'їзні колії з боку області (2013)
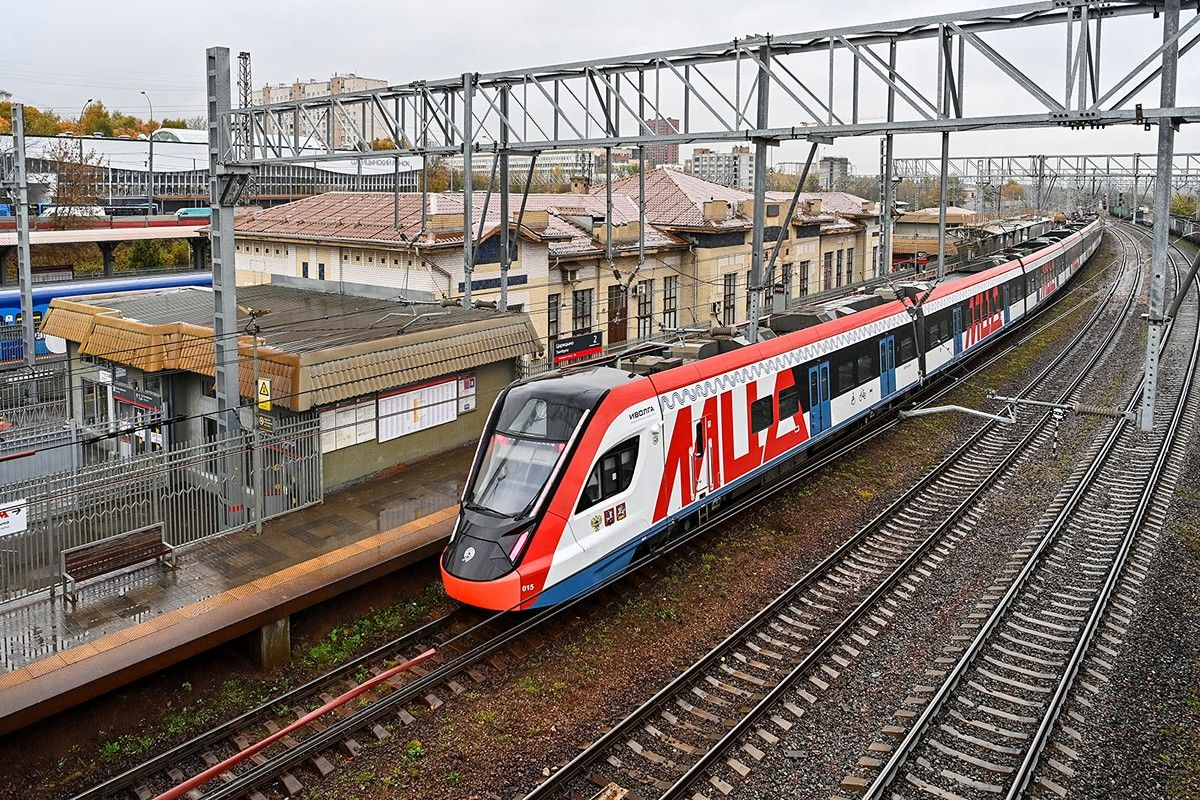
Електропоїзд лінії МЦД-2